# Эль-Побладо
Эль-Побладо — 14-я коммуна в столичном районе города Медельин, Колумбия.
Согласно переписи 2005 года, численность населения составляла 94 704 человека на территории площадью 23 км², а к 2015 году население составляло 128 839 человек. Коммуна состоит из 24 кварталов и расположена на юго-востоке города. Его западная граница с коммуной Гуаябал проходит вдоль реки Медельин; на юге он граничит с городом Энвигадо, на востоке — с городком Санта-Елена, а на севере — с коммунами Ла Канделария и Буэнос-Айрес. Эль-Побладо также известен как Лас-Мансанас-де-Оро (Золотые яблоки), потому что это главный центр промышленной и коммерческой жизни второй по величине экономики Колумбии. Название Эль-Побладо (Деревня) происходит от первого испанского поселения в долине Абурра в 1616 году, которое было построено на том месте, которое сегодня является его главной площадью. В 1675 году испанская администрация основала ещё одну деревню в Эль-Ситио-де-Ана (Ана-Плейс), нынешней площади Беррио, которая должна была стать центром будущего Медельина; вместо этого Эль Побладо стал главным экономическим центром в XX веке.